# Пітер Бродбент
Пітер Бродбент (англ. Peter Broadbent, 15 травня 1933 — 1 жовтня 2013) — англійський футболіст, що грав на позиції півзахисника.
Виступав, зокрема, за «Вулвергемптон Вондерерз», з яким став триразовим чемпіоном Англії, триразовим володарем Суперкубка Англії та переможцем Кубка Англії, а також національну збірну Англії, у складі якої був учасником чемпіонату світу 1958 року.

## Клубна кар'єра
Пітер Бродбент народився в Елвінгтоні, невеликому селищі між Кентербері та Дувром, і грав у футбол в місцевих у шкільних командах, після чого став виступати за «Дувер Атлетік» у Південній лізі.
У віці лише 17 років, у травні 1950 року, Бродбент став гравцем клубу «Брентфорд» з Другого дивізіону, в якій того року взяв участь у 16 матчах чемпіонату. Новачок швидко став основним гравцем і вже у лютому 1951 року за 10 000 фунтів перейшов у вищоліговий «Вулвергемптон Вондерерз». Дебютував за «вовків» 17 березня 1951 року в домашній грі проти «Портсмута» (2:3) і до кінця сезону зіграв 9 матчів у вищому дивізіоні. Він також у дебютному сезоні забив свій перший гол на найвищому рівні у ворота «Вест Бромвіч Альбіона» (2:3) 21 квітня 1951 року. У наступні роки Бродбент залиався запасним гравцем, який виходив на поле нерегулярно, а результати команди залишили бажати кращого — після 14-го місця у 1952 році команда опинилася на 16 місці у сезоні наступному.
Лише в сезоні 1952/53 року клубу вдалося виправити ситуацію справи і разом з Бродбентом, який забив 5 мячів у 25 ммтчах ліги, посісти третє місце, а у 1954 році виграти свій перший титул чемпіона Англії. Бродбент, який в основному грав на позиції правого інсайда, забив дванадцять з 96 голів своєї команди. У два наступні роки Бродбент залишався основним гравцем команди, посівши з клубом друге та третє місце у чемпіонаті.
У сезоні 1957/58 Бродбент забив 17 голів і допоміг команді знову стати чемпіоном Англії, а наступного, забивши рекордні для себе 20 голів став з командою триразовим чемпіоном країни. Він також увійшов в історію клубу, забивши перший гол «Вулвергемптона» у європейських змаганнях, відзначившись дублем у першому матчі Кубка європейських чемпіонів 1958/59 проти західнонімецького «Шальке 04» (2:2), втім в гостях англійці програли 1:2 і покинули турнір. Наступного сезону команда лише на одне очко відстала від чемпіона країни, клубу «Бернлі», натомість виграла Кубок Англії, здолавши у фіналі з рахунком 3:0 «Блекберн Роверз». Цей рік став останнім успішним для тієї зіркової команди «вовків». Хоча Бродбент і залишався основним гравцем у своїй команді, клуб виступав все гірше. Коли по ходу сезону 1964/65 років «Вулвергемптон» був на грані вильоту у Другий дивізіон, а Бродбент не забив жодного голу у 13 іграх чемпіонату, він покинув свій багаторічний клуб у січні 1965 року, за який загалом забив 145 голів у 497 іграх в усіх турнірах.
Після цього протягом 1965—1966 років захищав кольори клубу «Шрусбері Таун» у Третьому дивізіоні, а в жовтні 1966 року повернувся до елітного англійського дивізіону, коли його за 7 500 фунтів стерлінгів придбала «Астон Вілла», у складі якого провів наступні три роки своєї кар'єри гравця, але вже за підсумками першого з них клуб вилетів з Першого дивізіону.
В жовтні 1969 року Бродбент приєднався до «Стокпорт Каунті» з Третього дивізіону, зігравши у сезоні 1969/70 свої останні 31 матч і забивши один останній гол на професіональному рівні і у листопаді 1970 року перейшов у аматорський «Бромсгроув Роверс», де він забив сімнадцять голів у 19 іграх в чемпіонаті Західного Мідленда. Завершив ігрову кар'єру у цій команді в листопаді 1971 року.

## Виступи за збірну
17 червня 1958 року дебютував в офіційних матчах у складі національної збірної Англії в матчі-переграванні чемпіонату світу 1958 року у Швеції проти СРСР, в якому його команда програла і не вийшла з групи. Пізніше зіграв за збірну ще у 6 матчах і відзначився дублем у матчі проти Уельсу (2:2).
Востаннє зіграв за збірну 9 квітня 1960 року в матчі домашнього чемпіонату Великої Британії з Шотландією (1:1). Загалом він зіграв у збірній 7 матчів, в яких забив 2 голи.

## Статистика виступів

### Статистика виступів за збірну
| Дата       | Місто          | Господарі         | Результат | Гості     | Турнір             | Голи | Примітки |
| ---------- | -------------- | ----------------- | --------- | --------- | ------------------ | ---- | -------- |
| 17-6-1958  | Гетеборг       | СРСР              | 1 – 0     | Англія    | ЧС 1958            | -    |          |
| 4-10-1958  | Белфаст        | Північна Ірландія | 3 – 3     | Англія    | Домашній чемпіонат | -    |          |
| 26-11-1958 | Бірмінгем      | Англія            | 2 – 2     | Уельс     | Домашній чемпіонат | 2    |          |
| 11-4-1959  | Лондон         | Англія            | 1 – 0     | Шотландія | Домашній чемпіонат | -    |          |
| 6-5-1959   | Лондон         | Англія            | 2 – 2     | Італія    | товариський матч   | -    |          |
| 13-5-1959  | Ріо-де-Жанейро | Бразилія          | 2 – 0     | Англія    | товариський матч   | -    |          |
| 9-4-1960   | Глазго         | Шотландія         | 1 – 1     | Англія    | Домашній чемпіонат | -    |          |
| Усього     |                | Матчів            | 7         |           | Голів              | 2    |          |

## Титули і досягнення
- Чемпіон Англії (3):

«Вулвергемптон»: 1953–54, 1957–58, 1958–59
- Володар Суперкубка Англії (3):

«Вулвергемптон»: 1954, 1959, 1960
- Володар Кубка Англії (1):

«Вулвергемптон»: 1959–60

## Особисте життя
Був другим сином у сім'ї Джона та Елізабет Бродбентів. Навчався у Elvington Village та Deal County Modern schools.
У березні 1956 року одружився з Ширлі А. Ніколл, з якою мав двох дітей — Дебору та Гері. Після відходу від футболу з дружиною керував магазином дитячого одягу в Гейлсовені, пізніше вони оселилися в Кодсоллі.
В автобіографії Джордж Бест зізнався, що в дитинстві був уболівальником «вовків» і що Бродбент був тим гравцем, яким він найбільше захоплювався теги, надалі футболісти подружилися. Алекс Фергюсон також заявив, що Бродбент був його улюбленим гравцем молодості.
У квітні 2007 року стало відомо, що 74-річний Бродбент має хворобу Альцгеймера, перші прояви якої з'явилися ще коли Бродбенту було шістдесят. Він жив у будинку для літніх людей в Вулвергемптоні. 1 жовтня 2013 року він помер у віці 80 років, на той час він жив з хворобою Альцгеймера близько 15 років.
2010 року був включений до Зали слави «Вулвергемптон Вондерерз».